# 勒帕基耶 (纳沙泰尔州)
勒帕基耶（法語：Le Pâquier，法語發音：[lə pakje]）是瑞士納沙泰爾州的一个旧市镇，位於該國西部，面積9.58平方公里，海拔高度895米，2011年人口198，六成半人口信奉基督教，人口密度每平方公里21人。